# Hallingskarvet
Hallingskarvet est une arête montagneuse longue de 35 km située dans le comté de Buskerud en Norvège. Le point culminant du massif est Folarskardnuten à 1 933 m d'altitude. Le massif est inclus dans le parc national de Hallingskarvet.

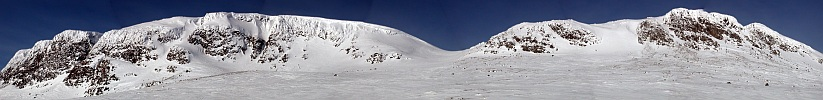
Vue depuis le sud de la partie orientale d'Hallingskarvet